# Ньюсвік
«Ньюсвік», «Ньюзвік» (англ. Newsweek — новини тижня) — щотижневий американський журнал з ліберальним ухилом, один із трьох найбільших щотижневих журналів країни. Друкувався у Нью-Йорку з 1933 по 2012 рік. Виходив англійською мовою в США, Європі, Близькому Сході, Африці та Азії. В інших країнах світу виходив на 12 різних мовах. За розповсюдженням і тиражем був другим найбільшим виданням серед тижневиків новин у США після журналу «Тайм».
Починаючи з 2012 року журнал доступний лише онлайн, для всіх платформ і пристроїв. Newsweek дає детальний аналіз, новини та думки щодо міжнародних питань, технології, бізнесу, культури і політики.

## Історія

### Заснування та ранні роки

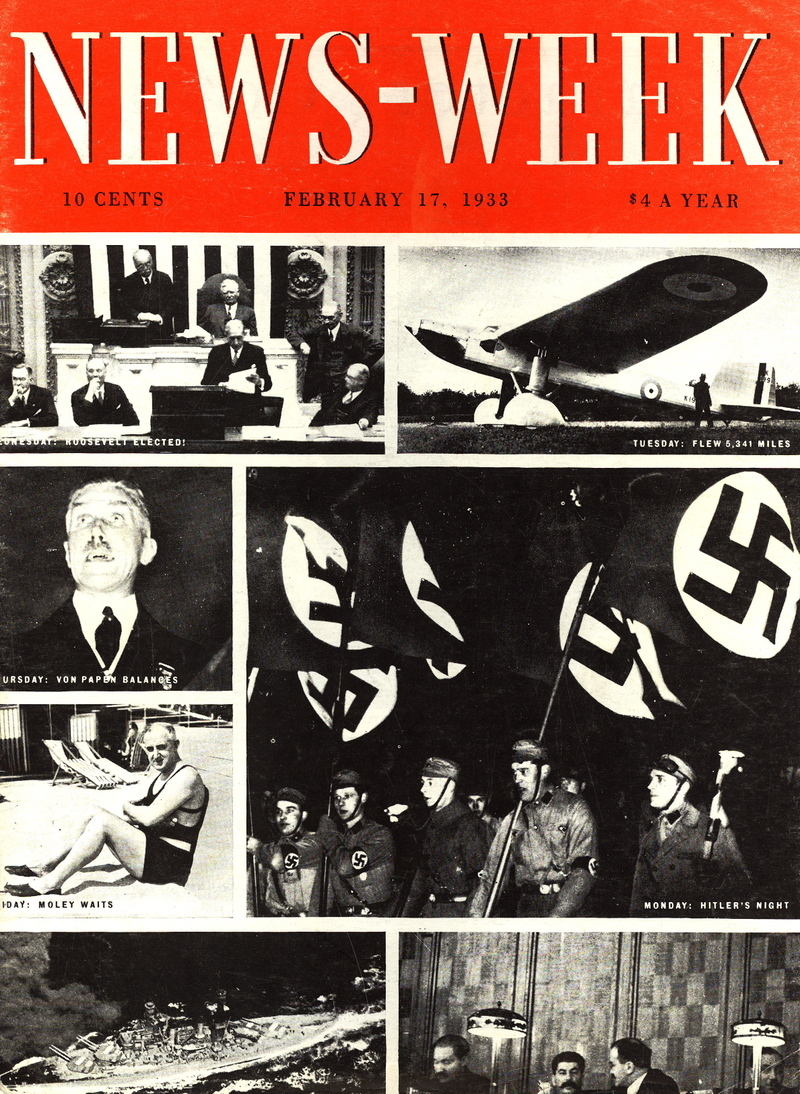
Перший номер News-Week від 17 лютого 1933 року

News-week (так називався журнал спочатку) був запущений у 1933 році Томасом Мартіном, колишнім редактором відділу зарубіжних новин журналу Time, і тривалий час видавався в тому ж форматі. Мартін отримав фінансову підтримку від групи американських акціонерів, до якої належали Уорд Чейні, Джон Хей Уїтні та Пол Меллон. Група первісних власників інвестувала близько $ 2,5 млн. На початку 1937 року журналом зацікавилися Вільям Гарріман, майбутній губернатор Нью-Йорка і дипломат, та Вінсент Астор з видатного роду Асторів, які в 1932 році заснували щотижневик Today. Відбулося злиття цих двох видань, і назву було змінено на Newsweek. З приходом Гаррімана та Астора журнал отримав ще $ 600 тис. інвестицій. Станом на 1946 рік до найбільших акціонерів приєдналися також банкір Стенлі Чайлдс і юрист з Уолл-стріт Уілтон Ллойд-Сміт. Newsweek був створений як конкурент Time, який би мав дистанційний вплив на більш грамотних читачів за межами Нью-Йорка, які не в змозі знайти значущу національну інформацію в нудних провінційних газетах.

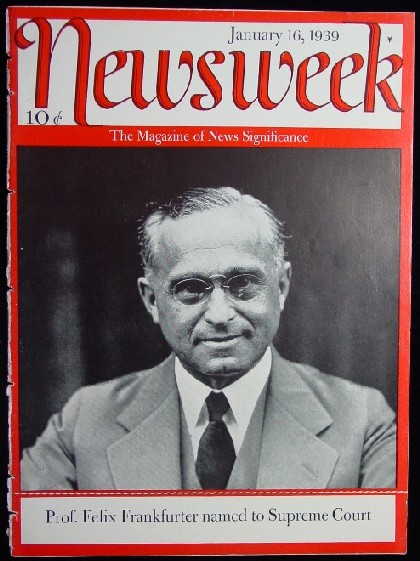
Суддя Верховного суду США Фелікс Франкфуртер на обкладинці Newsweek, 1939 рік

Першим головним редактором Newsweek став журналіст Семюель Т. Вільямсон.
Перший номер Newsweek побачив світ 17 лютого 1933 року. Він мав 32 сторінки, один екземпляр коштував 10 центів, а підписка на рік становила 4 долари. Тираж — 50 тисяч екземплярів. На першій обкладинці були надруковані сім фотографій, кожна з яких представляла окремий день тижня. Що цікаво, всередині читачі не знайшли жодного слова про те, що це новий журнал.
До 1950 року Newsweek вже відігравав провідну роль серед американських журналів у глибокому висвітленні питання про расову різноманітність у Сполучених Штатах.

### Власність The Washington Post
У 1961 році компанія The Washington Post, яку на той момент очолював Філіп Грем, придбала журнал Newsweek у фонду Вінсента Астора. Продаж відбувся після кількох тижнів інтенсивних переговорів за участю ряду видавничих компаній.
У 1963 році Newsweek став першим великим журналом новин, який помістив фото невідомого чорного американця на обкладинку. Номер був проникнений симпатією до руху за громадянські права. Чотири роки по тому, у листопаді 1967 року, журнал опублікував ще одну статтю на цю тему. На обкладинці було фото двох афроамериканських рук і слоган «Негри в Америці: що має бути зроблено». Головний матеріал номера поставив під сумнів традиційні уявлення про журналістську об'єктивність. Тодішній редактор Newsweek Осборн Елліот заявив, що стаття була першим прикладом пропагандистської журналістики у великому журналі. Наступного року видання опублікувало ще одну пропагандистську статтю щодо війни у В'єтнамі, закликаючи до деескалації та остаточного відведення військ.
У середині 1980-х у Newsweek була проведена серйозна реконструкція як спроба відокремити себе від конкурентів. Журнал також запустив своє перше видання іноземною мовою — японське. У 1990-і роки відбувся запуск корейського та іспанського видань. У 1996 році журнал Newsweek уклав угоду з російським видавцем журналу «Итоги», щоб забезпечити матеріал від поточних номерів для першого у світі російськомовного журналу новин. Протягом цього періоду Newsweek також відзначився публікаціями, які забезпечили всебічне висвітлення важливих новин, історичних подій і сучасних ідей.
Редакції видань СФРЮ могли вільно передплатити журнал у 1970-1980-х роках.

### Реструктуризація
У 2009 році The Washington Post Company заявила, що планує «капітальний ремонт» у Newsweek. Керівники прагнули зробити журнал «лідером думок», який би конкурував більше з The Economist, ніж з Time. Стратегія передбачала значне скорочення циркуляції та експлуатаційних витрат, а також фокус на елітній аудиторії, щоб залучити рекламодавців. Посилаючись на труднощі в конкуренції з онлайн-джерелами новин, журнал переорієнтував свій зміст, щоб забезпечити унікальні новини в щотижневому виданні. Відтепер Newsweek зосередився на двох речах — коментування та аналіз. Новий формат з великими фотографіями, розроблений графічною фірмою «Номер 17», став більш простим для орієнтації за темами. Журнал чітко поділений на 4 розділи — Scope (новини, сенсації); Features; The Take (есе і коментарі); The Culture.
Керівники сподівались, що такі реформи повернуть журналу прибутковість, однак фінансові збитки зростали. Якщо в період розквіту американського журналу його тираж перевищував 4,5 млн примірників, то у 2010-му році видавці не могли розраховувати більш ніж на 1,5 млн. Рекламні доходи у 2009 році впали майже на 40 %, а операційний збиток журналу трохи не дотягнув до $ 30 млн. Виправити становище не допомогло навіть скорочення персоналу. Проблеми були і в самої Washington Post Co., яка видавала однойменну газету і декілька журналів. За четвертий квартал 2009 року прибуток організації скоротився на 77 %, до $ 18,8 млн, тоді як в аналогічному періоді 2008 року він становив $ 82,9.

### Продаж журналу та об'єднання з The Daily Beast
На початку травня 2010 року Washington Post Co. визнала безрезультатність боротьби зі збитковістю тижневика Newsweek і оголосила про свій намір продати актив.
```
«Фінансові втрати Newsweek у 2007-2009 роках були безпрецедентні. Незважаючи на героїчні зусилля керівництва і працівників журналу, у 2010 році ми не зможемо вийти в прибуток. Тож ми розглядаємо всі способи виправити становище»,
 
— заявив голова і генеральний директор Washington Post Co. Дональд Грем. Він також висловив сподівання, що в руках нового власника справи в журналі підуть краще.
```

Пошуком потенційного покупця займалася інвесткомпанія Allen & Company. Заявку на придбання журналу подали близько 70 компаній. Серед потенційних покупців експерти називали найбільші медіахолдинги, а також арабських та російських олігархів, які шукають можливості впливу на інформаційне поле.
У серпні того ж року стало відомо, що Newsweek буде проданий 92-річному засновнику компанії-виробника аудіообладнання Harman International Industries мільярдерові Сідні Харману за 1 долар і погашення боргів журналу.
У листопаді 2010 року Newsweek об'єднався з новинним і аналітичним сайтом The Daily Beast з утворенням компанії The Newsweek Daily Beast Company. Журнал перебував у спільному володінні Хармана і багатогалузевої американської інтернет-компанії IAC. Посаду головного редактора новоспеченого «видавничого союзу» зайняла засновник і шеф-редактор Daily Beast Тіна Браун. Раніше Браун була редактором у Vanity Fair і New Yorker.

### Зміна дизайну

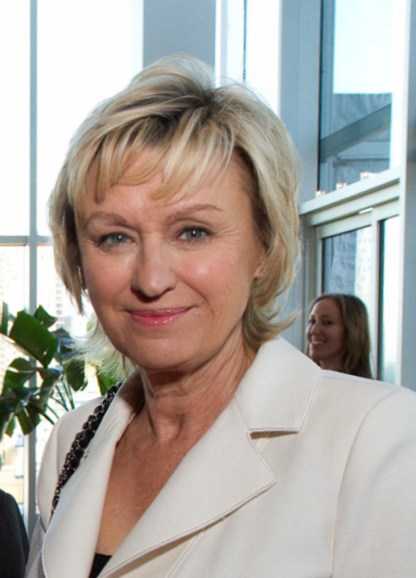
Тіна Браун

У 2011 році під керівництвом Тіни Браун Newsweek змінив дизайн. Видання стало більш товстим і більш глянцевим. У ньому багато фотографій і повітря.
В оновленій версії розділ «Perspectives» («Перспективи») перемістили на початок журналу, більше місця було відведено для оглядачів, редакторів і спеціальних гостей. Новий розділ «News Gallery» («Галерея новин») займав 2 сторінки, де розміщувалися фотографії тижня з короткими статтями, що супроводжували кожну з них. У розділі «NewsBeast» переважали короткі статті, невеликі інтерв'ю з ньюсмейкерами і кілька графіків та діаграм для швидкого читання у стилі The Daily Beast. Головний продукт Newsweek містився в рубриці «Conventional Wisdom». Браун зберегла фокус Newsweek на поглибленому аналізі та оригінальній звітності з питань політики та світових справ, а заразом додала новий акцент на модних та попкультурних особливостях. Збільшений розділ культури під назвою «Omnivore» («Всеїдні») висвітлював теми мистецтва, музики, книг, кіно, театру, харчування, проїзду і т. д. Остання сторінка була зарезервована під колонку «My Favorite Mistake», у яку писали відомі люди, обговорюючи професійні промахи.
7 березня 2011 року американський суспільно-політичний тижневик вийшов в оновленому вигляді. Однак перші враження медіафахівців від випуску, приуроченого до Міжнародного жіночого дня, були переважно негативними. «Це їжа, від якої відвернеться навіть бездомний жебрак», — не стримався Джек Шафер із онлайн-видання Slate. Він засудив «найстаріший журналістський трюк» — рейтинг «150 жінок, що струснули світ», і колонки відомих авторів, які, на думку критика, «не містять жодної свіжої ідеї». Не пощадили Newsweek і в New York Post, де новий дизайн назвали «скигленням». Редизайн, на думку видання, зроблений поспіхом і не виглядає завершеним.
```
«Новий дизайн Newsweek, розроблений під керівництвом Тіни Браун, має дуже “глянцевий”, дуже крутий вигляд, - пише російський медіаексперт Василь Ґатов. – Але зі змістом дива не трапилось: ані за формою, ані за політикою. Помітно, що стало більше зовсім маленьких текстів, на кшталт розширених підписів до фото, та дуже великих feature про видатних жінок аж на десять розворотів. Врешті, як був Newsweek лівим, так і залишився – мені навіть видалося, що він став іще більш демократичним. До того ж, я гадаю, вони зробили неправильний вибір із папером: він став щільнішим, аніж заведено в Америці для тижневиків, і занадто глянцевим, що ускладнює гортання. Дрібниця, але незручно».
[
15
]
```

### Закриття друкованої версії журналу
18 жовтня 2012 року компанія оголосила, що американське друковане видання припинить існування наприкінці року. Останній паперовий номер побачив світ 31 грудня 2012 року. Причини такого кроку цілком зрозумілі: за словами видавців, тиражі падають, тоді як доходи від друкованої реклами скорочуються. Журнал з 80-річною історією повністю перейшов у цифровий формат під назвою Newsweek Global.

### Від IAC до IBT та повернення до друку і рентабельності
3 серпня 2013 року американське інформаційне агентство IBT Media оголосило, що придбало Newsweek у компанії IAC на умовах, які не були розкриті. Придбано було бренд Newsweek і його інтернет-видання, але без видання The Daily Beast. IBT Media відновило друковане видання журналу Newsweek 7 березня 2014 року. 8 жовтня 2014 року IBT Media повернули журнал до прибутковості.

## Скандальні обкладинки
Йосип Сталін, липень 1945 року
У липні 1945 року — через два місяці після закінчення війни в Європі — Newsweek помістив на обкладинку фотографію радянського лідера, Верховного Головнокомандуючого Збройними силами СРСР Йосипа Сталіна. Це був сміливий крок для того часу.
Білий дім, липень 1973 року
На обкладинці номера, присвяченого Вотергейтському скандалу, був зображений Білий дім у вигляді касетного магнітофона і підпис: «Плівки Ніксона».
Вибори, листопад 2000 року
Newsweek помістив на обкладинку обличчя переможця президентських виборів республіканця Джорджа Буша навпіл з обличчям його суперника-демократа Альберта Гора і підписом: «Інсайд-історія найбільш божевільних і закритих виборів».
Сара Пейлін, листопад 2009 року
Newsweek помістив на обкладинку фото губернатора Аляски і кандидата у віцепрезиденти Сари Пейлін у коротких шортиках і підпис: «Як ви збираєтеся вирішувати таку проблему, як Сара? Вона — погана новина для республіканців і для всіх нас». Обурена політична діячка у відповідь звинуватила журнал у сексизмі.
Принцеса Діана, 4 липня 2011 року
На цій скандальній обкладинці журналу зображена принцеса Діана, «перенесена» на обкладинку за допомогою комп'ютерних технологій, поряд із справжнім фото Кетрін Міддлтон. Діана загинула в автокатастрофі в 1997 році, 2011 року їй виповнилося б 50. У квітні 2011 року Кетрін Міддлтон вийшла заміж за старшого сина Діани принца Вільяма.
Перший президент-гей, 21 травня 2012 року
Над головою президента США Барака Обами красується німб райдужних кольорів, що символізує заступництво президента гей-співтовариствам і просування одностатевих шлюбів. Провокаційний хід редакції Newsweek пов'язаний із заявою, яку президент зробив під час урочистого обіду, влаштованого Джорджем Клуні. Тоді Обама зазначив, що підтримує гомосексуальні шлюби і бачить у їх легалізації майбутнє США.
«Мусульманська лють», вересень 2012 року
У вересні 2012 року країнами Близького Сходу прокотилася хвиля протестів через вихід фільму «Невинність мусульман». У Лівії був убитий посол США. Обкладинка Newsweek вийшла з фотографією обурених арабів і підписом «Мусульманська лють». Деякі ісламські діячі звинуватили журнал у провокації.
Володимир Путін, 1 серпня 2014 року
Президент Росії Володимир Путін зображений у темних окулярах, у яких відображається вогонь від вибуху. Портрет на обкладинці підписаний: «Відторгнутий: всередині куленепробивної сфери ворога номер один західного суспільства». Перед виходом журналу на сайті видання з'явилася стаття, у якій докладно описані звички президента Росії: від сніданку до політичних ідей, які він сповідує.
Викриття сексизму в Кремнієвій долині, 15 січня 2015 року
Журнал Newsweek опублікував масштабне дослідження, у якому всебічно розглядається проблема сексизму в Hi-Tech-галузі та Кремнієвій долині зокрема. Однак увагу читачів більше привернув не опис виявлених проблем з дискримінацією жінок, а обкладинка, на якій розміщена намальована жінка в червоній сукні і туфлях на високих підборах, якій курсор піднімає поділ. Феміністки дружно виступили в Twitter проти знущального, на їхню думку, малюнка.

## Аудиторія і тираж
У 2005 році журнал повідомляв про національну аудиторію більш ніж 20 млн; по всьому світу його аудиторія налічувала майже 26 млн у більш ніж 190 країнах. Його загальний наклад склав більше 3,2 млн, а число передплатників перевищило 3 млн.
Опитування 2006 року виявило таку статистику читацької аудиторії Newsweek:
Чоловіки: 52,8 %
Жінки: 47,2 %
Середній вік: 47,3 років
Випускник коледжу +: 55,9 %
Сімейний дохід $ 100.000 +: 48,2 %
Сімейний дохід $ 75,000 +: 68,8 %
У 2012 році тираж видання впав до 1,5 млн. У березні 2014-го Newsweek повернувся до друкованого видання з невеликим тиражем (трохи більше ніж 100 тис.) і високою ціною за номер.

## Нагороди
Newsweek є тижневиком, який виграв найбільшу кількість найпрестижніших нагород у видавничій індустрії, зокрема National Magazine Awards (найвища видавнича відзнака), Overseas Press Club Ed Cunningham Awards (за найкращі репортажі) і Gerald Loeb Awards (найвища відзнака в діловій журналістиці). Крім того, у 2004 році, другий рік поспіль, Newsweek виграв нагороду "Excellence in Magazines" від Товариства видавців в Азії.

## Сайт
У 1990-і роки Newsweek був одним із перших видань, які почали розповсюдження свого контенту через нові цифрові технології. Це був перший тижневик, який ввів щоквартальну версію CD-ROM. Цей крок Wired magazine назвав «найціннішим досягненням великих медіа на сьогоднішній день». У 1994 році журнал з'явився онлайн, а в 1998 році на World Wide Web став доступним сайт Newsweek.com з розширеними архівними матеріалами й щоденними оновленнями. Тепер сайт має такі основні рубрики: «Політика», «Думки», «Культура», «Спорт», «Технології», «Наука» та «Здоров'я».